# Guta (Siria)

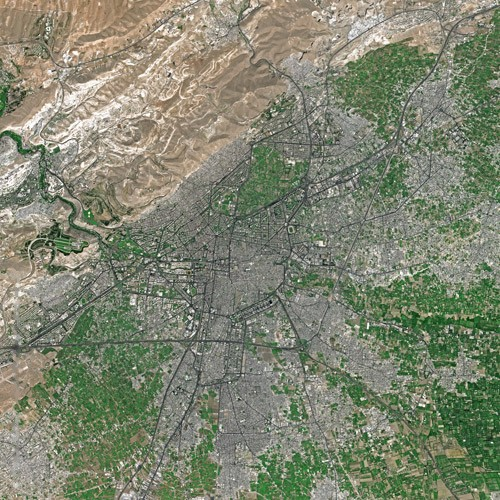
Una imagen satélite de Damasco mostrando Guta a su alrededor.

Guta(en árabe: غوطة دمشق‎, romanizado: Ghūṭat Dimashq) es una región de la campiña de Damasco, cerca de la zona oriental de Damasco, Siria, que contiene una gran cantidad de tierras rurales. Es una zona verde que recibe agua principalmente del río Barada.
La Guta de Damasco es un región agrícola que rodea la ciudad de Damasco por el sur y el este. Separa la ciudad de los prados secos que bordean el desierto sirio y ha proporcionado a sus habitantes una variedad de cereales, verduras y frutas durante miles de años. Aunque los establecimientos humanos datan de tiempos antiguos, un desarrollo incontrolado de la zona tuvo lugar en las últimas décadas. La creciente demanda de comida por la población de la capital, la urbanización y el desarrollo industrial han incrementado la presión de las tierras agrícolas.
Este cinturón verde ha sido un destino muy popular para los habitantes de la ciudad, especialmente en primavera.

## Cultivos
Ciruelas, álamos y nogales, y algodón, así como maíz, alfalfa, cebada verde y trigo verde.

## Recursos y peligros
Esta área incluye una variedad de problemas medioambientales incluyendo escasez de agua debido a las extremadamente pequeñas precipitaciones anuales. El agua es tan escasa que se ha producido un rápido deterioro del nivel del agua subterránea en grandes partes de la Guta.  También se ha producido un gran aumento de los contaminantes provenientes del tráfico, la industria, los residuos y las aguas residuales de Damasco, que tienen varias vías para llegar a Guta. De hecho, el futuro del suministro de agua para la capital siria depende de la situación medioambiental de esta área.